# 塩谷村 (新潟県)
塩谷村（しおやむら）は、かつて新潟県岩船郡にあった村。

## 地理
西側は日本海に面する。

## 沿革
- 1889年（明治22年）4月1日 - 町村制施行に伴い岩船郡塩谷町、長松村、北新保村、牛屋村、福田村が合併し、塩谷村が発足。
- 1901年（明治34年）11月1日 - 岩船郡平林村と合併し、平林村を新設して消滅。